# Ambroziak (nazwisko)
Ambroziak (forma żeńska: Ambroziak, liczba mnoga: Ambroziakowie) – polskie nazwisko.

## Etymologia nazwiska
Nazwisko notowane od 1789 roku. Prawdopodobnie pochodzi od imienia Ambroży z łac. Ambrosius, to zaś z grec. Ambrósios, od przymiotnika ambrósios → nieśmiertelny. W Polsce imię notowane od XII wieku jako Ambroż, Ambroży, Jambroży.

## Demografia
Na początku lat 90. XX wieku w Polsce mieszkało 5878 osób o tym nazwisku, najwięcej w dawnym województwie: płockim – 930, warszawskim – 847 i łódzkim – 520. W 2002 roku według bazy PESEL mieszkało w Polsce 5521 osób o nazwisku Ambroziak, najwięcej w Warszawie i Łodzi.